# Slaget ved Pingxingguan
Slaget ved Pingxingguan (kin.: 平|型|关|战|役) også kaldet "den store sejr ved Pingxingguan" på det kinesiske fastland, var et slag som blev udkæmpet mellem den kommunistiske 8. armé og de japanske hær den 25. september 1937. Den resulterede i en mindre sejr, som styrkede moralen, idet 8. armé erobrede et våbenlager og udslettede en japansk brigade.

## Baggrund
Efter erobringen af Beijing i slutningen af juli rykkede japanske styrker langs Beijing-Suiyuan jernbanen ind i det Indre Mongoliet. Da Chiang Kai-shek havde forudset dette, havde han udpeget krigsherren i Shanxi Yan Xishan til direktør for pacificeringen i Taiyuan. I teorien havde Yan kommandoen over alle kinesiske militærstyrker i området, heriblandt Lin Biaos 115. division i kommunisternes 8. armé, Liu Rumings tidligere Kuomintang tropper og forskellige enheder fra den Centrale Arme, som var underlagt Chiang Kai-shek. I realiteten opererede disse styrker uafhængigt af Yans provinshær.
Japanske styrker, fortrinsvis 5. division og 11. uafhængige blandede brigade, rykkede fra Beijing i retning af Huaili i Chahar. En japansk kolonne rykkede hurtigt ind i Shanxi ved hjælp af jernbanen, som kineserne ikke gjorde forsøg på at ødelægge. Kineserne opgav Datong den 13. september og faldt tilbage til en linje fra Yanmenguan ved den Kinesiske mur øst på til bjergpasset ved Pingxingguan. Yan Xishans tropper blev stadig mere demoraliserede da japanerne udnyttede deres luftherredømme.
Hovedstyrken af den japanske 5. division under kommando af Itagaki Seishiro, rykkede frem fra Huaili for at invadere det nordøstlige Shanxi. Selvom den havde motoriseret tranportkolonner blev hastigheden af dens fremrykning begrænset af de dårlige veje. Da de nåede grænsen til Shanxi var Lin Biaos 115. efter en forceret march fra Shaanxi den 24. september på plads ved Pingxingguan til at angribe den uforberedte japanske hær.
Slagorden i slaget ved Pingxingguan

## Slaget
Passet ved Pingxingguan var en snæver bjergslugt, som var skåret ned gennem løssen uden udgange over adskillige kilometer bortset fra vejen selv. Det lykkedes Lins division at overfalde to kolonner, som fortrinsvis bestod af transport og forsyningsenheder og praktisk talt udslette de indesluttede japanske styrker.
Den 25. september modtog 21. brigade fra 5. japanske division en anmodning fra 21. regiment om at de omgående havde brug for forsyninger på grund af de faldende temperaturer. Forsyningstropperne i 21. regiment tog af sted med 70 hestetrukne køretøjer med 50 heste fyldt med tøj, mad og ammunition og fortsatte vestpå mod Pingxingguan. Omkring kl 10 om formiddagen passede kolonnen ind i slugten, hvor siderne var over 10 meter høje. De var på vej mod Cai Jia Yu omkring 3 km borte. Samtidig forlod en motoriseret japansk kolonne med forsyningstropper i omkring 80 lastbiler Guan Gou i østlig retning. Begge disse kolonner – som altså ikke bestod af kamptropper – gik i det baghold, som 115. division havde etableret efter kl. 10 den 25. september og blev stort set udslettet. En undsætningsstyrke bestående af 3. bataljon af 21. regiment blev slået tilbage af kinesiske tropper og led tab på omkring 100. Lin Biaos tropper trak sig senere tilbage fra slagmarken og tillod japanerne at nå frem til stedet for bagholdet den 28. september.
Da det var ovre var omkring 500-600 japanere dræbt eller taget til fange og de kinesiske tab var i nogenlunde samme størrelsesorden. Ved slaget erobrede kineserne omkring 100 lastbiler med forsyninger, omkring 100 rifler, ammunition og tøj.

## Vurdering
Kuomintangs officielle historie om 2. kinesisk-japanske krig omtaler hændelsen i en enkelt sætning og uden at omtale kommunisterne. Kommunisternes beskriver omvendt Pingxingguan som et typisk eksempel på rød guerrilla taktik, inspireret af Mao Zedongs tanker om Folkets krig. De japanske tab blev stærkt overdrevet til propagandaformål. I lighed med sejren i slaget om Tai'erzhuang, blev Pingxingguan af japanerne forklaret som et eksempel på japanske officerer, der blevet ramt af det de kaldte "sejrs syge". Efter en række lette sejre undlod de at følge elementære forholdsregler. Japanske officerer gentog kun sjældent de operationelle fejl, som havde ført til Pingxingguan, men alligevel gav det kineserne et vældigt moralsk skub, og gav kommunisterne prestige i offentligheden. Kinesiske kommunistledere henviste ofte til slaget som et eksempel på at de bekæmpede den japanske besættelse.

## Eksterne kilder
- Mao Tsetung: The Art of War,The Battle of Pinghshingkuan Pass
- Beskrivelse (kinesisk) af slaget ved Pingxingguan i omline versionen af bogen : 中国抗日战争正面战场作战记 (Kinas kamphandlinger i anti-japanske krig) by 郭汝瑰 (Guo Rugui), Jiangsu People's Publishing House, 2005-7-1, ISBN 7-214-03034-9
  - 华北作战平型关大捷 1(Slag i Nordkina, sejren ved Pingxingguan 1)
  - 华北作战平型关大捷 2(Slag i Nordkina, sejren ved Pingxingguan 2)
- en mere aktuel undersøgelse (kinesisk) 关于平型关战斗的史实重建问题 "Om genskabelsen af fakta om slaget ved Pingxingguan" af professor Yang Kui Song Arkiveret 31. maj 2007 hos  Wayback Machine
  - En delvis oversættelse til engelsk af Prof. Yang Kui Songons artikel på Axis History Forum: The Battle of Pingxinguan 1937
- Pingxingguan felttoget
- 抗战烽火：平型关大捷 (Sino-Japanese War beacon-fire: Pingxingguan victory) Map and photos of the battle (kinesisk)
- Kina AMS topografisk kort over kampområdet ved Pingxingguan fra Perry-Castañeda Library Map Collection (området ved GP5,6)